# Цмин Мусы
Бессмертник Мусы (лат. Helichrysum mussae) — многолетнее травянистое растение, вид рода Бессмертник (Helichrysum) семейства Астровые (Asteraceae).

## Распространение и экология
Ареал вида охватывает Памиро-Алай. Описан с гор Кугитанга.
Произрастает на каменистых и травянистых склонах, на скалах в арчевниках, часто на выходах и россыпях гранитов, на высоте 1500—3000 м над уровнем моря.

## Ботаническое описание
Корень деревянистый, многоглавый, толщиной 3—6 (до 10) мм, выпускающий короткие, стерильные, обычно многочисленные, тонкие, не ветвистые травянистые цветущие стебли высотой 25—30 (до 45) см.
Листья серо-зелёные от не густо покрывающего их паутинисто-войлочного покрова, линейно-ланцетовидные или линейные, чаще всего с хорошо заметным, коричневато окрашенным, притуплённым остроконечием.
Корзинки 25—30-цветковые, на тонких, почти равных им по длине цветоносах, цилиндрически-колокольчатые или, чаще, обратно-конические, высотой 5—6 мм, собраны на концах побегов по 7—12, редко больше, в разветвлённый щиток. Листочки обёртки в числе около 30, буровато- или буро-соломенно-жёлтые или коричневато-оранжевые, довольно рыхло расположенные, в верхней части обычно с хорошо выраженной поперечной складкой и несколько оттопыренные, снаружи паутинисто опушённые, самые внешние в числе нескольких, ланцетовидные или обратнояйцевидные, в 2—3 раза короче более внутренних широко или продолговато-лопатчатых, на верхушке нередко слегка выгрызенных листочков.
Хохолок из около 25 примерно равных венчику почти прозрачных или светло-соломенно-жёлтых волосков.

## Таксономия
Вид Бессмертник Мусы входит в род Бессмертник (Helichrysum) трибы Gnaphalieae подсемейства Астровые (Asteroideae) семейства Астровые (Asteraceae) порядка Астроцветные (Asterales).
|  |                                      |  |                                                              |                                                              |                    |  | ещё 12 семейств (согласно Системе APG III) | ещё 12 семейств (согласно Системе APG III)    |                                               |  |  |  | ещё 20 триб (согласно Системе APG III)         | ещё 20 триб (согласно Системе APG III)         |  |  |  |  | ещё от 500 до 600 видов | ещё от 500 до 600 видов |
|  |                                      |  |                                                              |                                                              |                    |  | ещё 12 семейств (согласно Системе APG III) | ещё 12 семейств (согласно Системе APG III)    |                                               |  |  |  | ещё 20 триб (согласно Системе APG III)         | ещё 20 триб (согласно Системе APG III)         |  |  |  |  | ещё от 500 до 600 видов | ещё от 500 до 600 видов |
|  |                                      |  |                                                              | порядок Астроцветные                                         |                    |  |                                            |                                               | подсемейство Астровые                         |  |  |  |                                                | род Бессмертник                                |  |  |  |  |                         |                         |
|  |                                      |  |                                                              | порядок Астроцветные                                         |                    |  |                                            |                                               | подсемейство Астровые                         |  |  |  |                                                | род Бессмертник                                |  |  |  |  |                         |                         |
|  | отдел Цветковые, или Покрытосеменные |  |                                                              |                                                              | семейство Астровые |  |                                            |                                               | триба Gnaphalieae                             |  |  |  | вид Бессмертник Мусы                           |                                                |  |  |  |  |                         |                         |
|  | отдел Цветковые, или Покрытосеменные |  |                                                              |                                                              |                    |  |                                            |                                               |                                               |  |  |  |                                                |                                                |  |  |  |  |                         |                         |
|  |                                      |  | ещё 44 порядка цветковых растений (согласно Системе APG III) | ещё 44 порядка цветковых растений (согласно Системе APG III) |                    |  |                                            | ещё 11 подсемейств (согласно Системе APG III) | ещё 11 подсемейств (согласно Системе APG III) |  |  |  | ещё более 130 родов (согласно Системе APG III) | ещё более 130 родов (согласно Системе APG III) |  |  |  |  |                         |                         |
|  |                                      |  |                                                              | ещё 44 порядка цветковых растений (согласно Системе APG III) |                    |  |                                            |                                               | ещё 11 подсемейств (согласно Системе APG III) |  |  |  |                                                | ещё более 130 родов (согласно Системе APG III) |  |  |  |  |                         |                         |